# Adiantopsis pentagona
Adiantopsis pentagona är en kantbräkenväxtart som beskrevs av M.S.Barker och Hickey. Adiantopsis pentagona ingår i släktet Adiantopsis och familjen Pteridaceae. Inga underarter finns listade.